# Gédéon de Catalogne
Gédéon de Catalogne fue un topógrafo, cartógrafo, señor y oficial francés, nacido en 1663 en Balansun (Pyrénées-Atlantiques), en Bearne, y fallecido el 5 de julio de 1729 en Louisbourg, Acadia . Pasó la mayor parte de su vida en Nueva Francia .

## Biografía
Nació el 11 de noviembre de 1663 en una familia protestante bearnesa que residía en Balansun, fue bautizado en el templo protestante de Arthez-de-Béarn el 18 de noviembre de 1663, hijo de Gédéon de Catalogne y Marie Capdevielle. Gédeón de Catalogne probablemente recibió formación en matemáticas. Llegó a Nueva Francia en 1683 como soldado y agrimensor, y participó en algunas campañas contra los iroqueses y los ingleses.
Después de convertirse al catolicismo en 1687, obtuvo el grado de oficial y se dedicó a misiones de agrimensura y construcción de obras militares o civiles.
En 1690, Gédéon de Catalogne se casó con Marie-Anne Lemire, hija de Jean Lemire y nieta de Nicolas Marsolet. Gracias a esta unión, se convirtió, en 1696, en el único señor del feudo de las Praderas de Marsolet, que hoy forma la parte occidental del actual territorio del municipio de Champlain .
En 1700, los sulpicianos, señores de Montreal, le ordenaron cavar un canal hacia Lachine ( canal de Lachine ), pero las dificultades técnicas le impidieron completar esta tarea.
Nombrado teniente en 1704, llevó a cabo estudios de los señoríos de la colonia, luego elaboró planos para Montreal y participó en la construcción de sus fortificaciones . A partir de 1720, trabajó en Île Saint-Jean (ahora Isla del Príncipe Eduardo ), luego obtuvo el rango de capitán (1723), con un mando de compañía en Louisbourg . También adquirió propiedades agrícolas en el área del río Miré en la isla del Cabo Bretón .

Además de varios mapas, deja una Colección de lo sucedido en Canadá sobre el tema de la guerra, tanto de los ingleses como de los iroqueses, desde el año 1682, probablemente escrito en 1715 y que constituye una buena fuente histórica. este periodo. Sus mapas de señoríos también van acompañados de una Memoria sobre los planos de los señoríos y casas de los gobiernos de Quebec, Trois-Rivières y Montreal, que da indicaciones sobre la flora y la fauna (1712) .

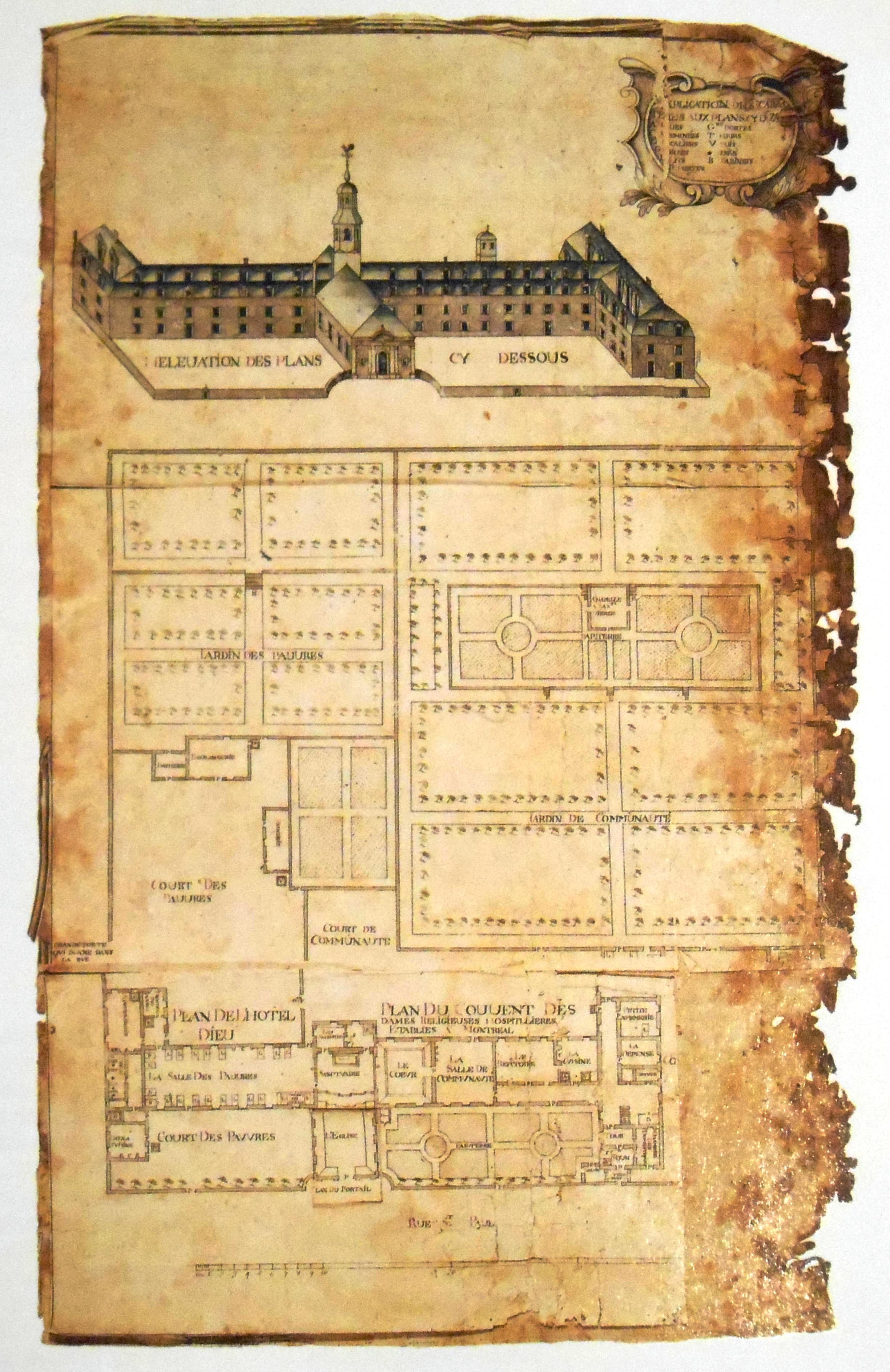
Hotel-Dieu de Montreal, 1695
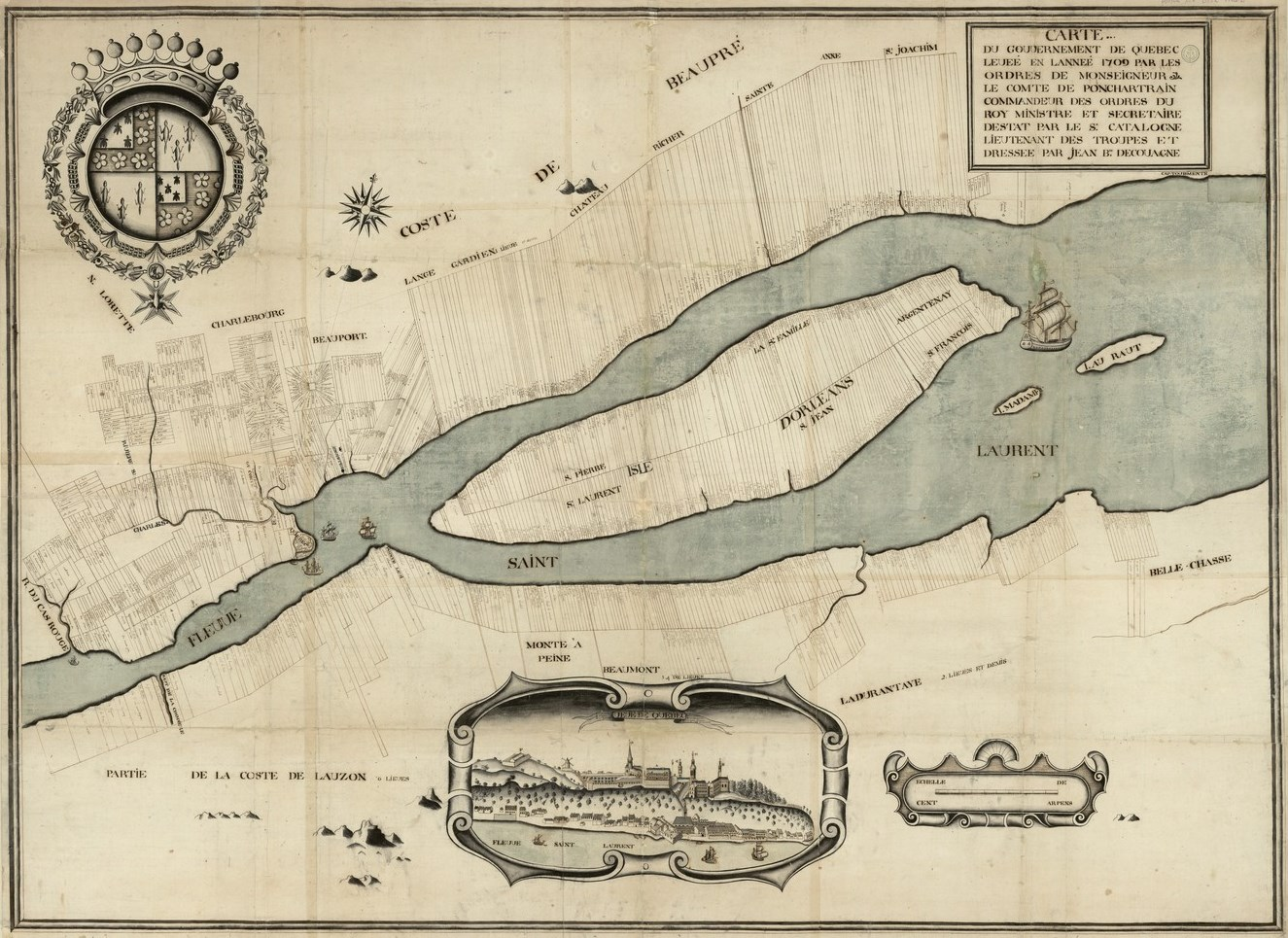
Mapa del gobierno de Quebec levantado en el año 1709
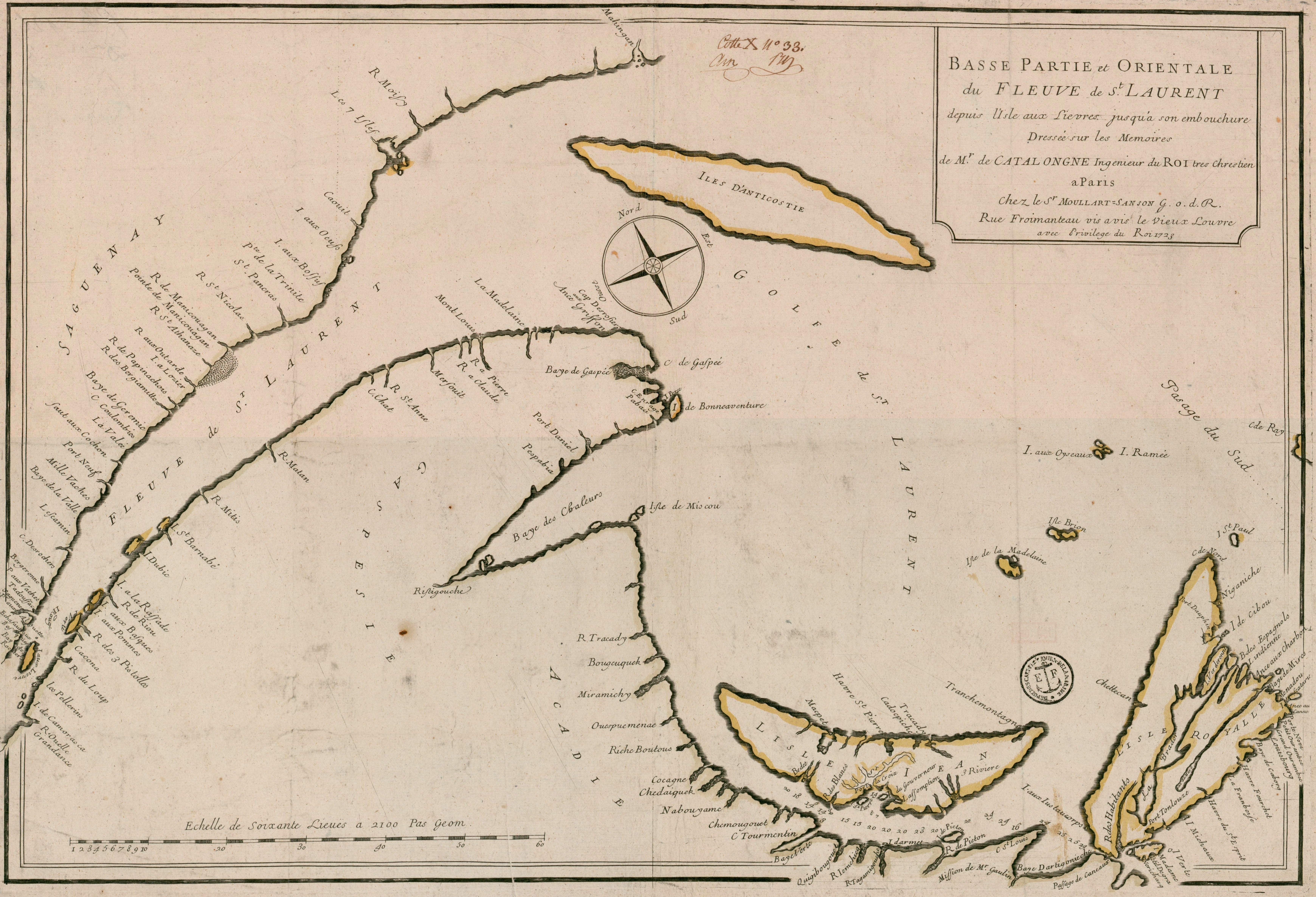
Parte inferior del río San Lorenzo, 1723
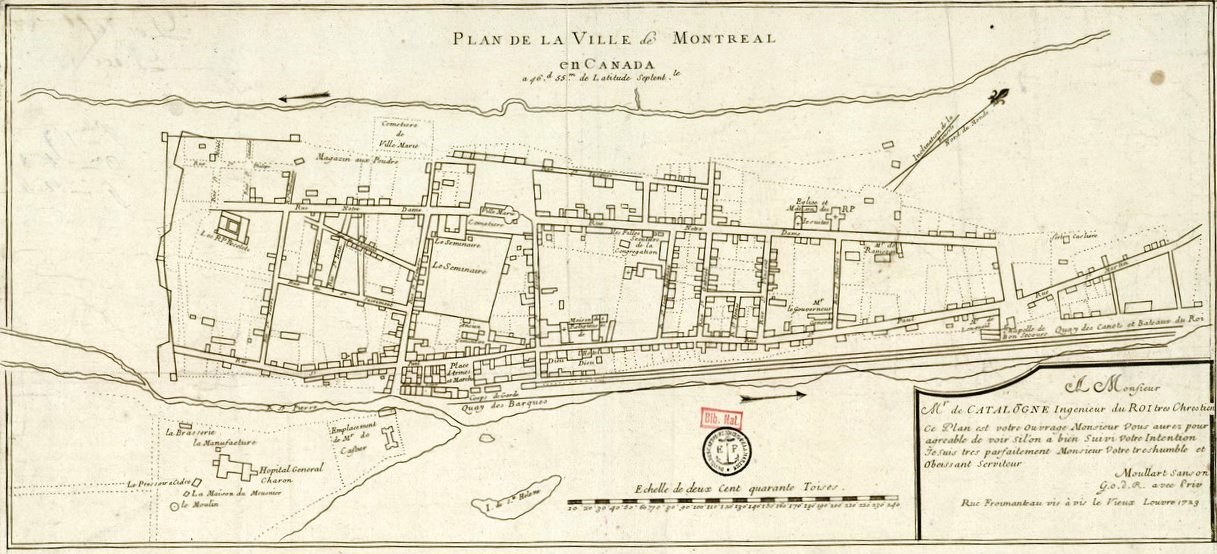
Mapa de la ciudad de Montreal en Canadá, 1723

## Memoria
Un parque recuerda su nombre en Montreal, cerca del Canal Lachine en el distrito de Saint-Henri . 
Una placa está colocada en el edificio Ernest-Cormier, rue Saint-Vincent, en el Viejo Montreal . Podemos leer allí: " Aquí vivió, desde 1689, Gédéon de Catalogne, ingeniero, oficial y analista que trabajó en las fortificaciones de Quebec, Trois-Rivières y Louisbourg. "

Una comunidad en la isla del Cabo Bretón se llama Catalone en su memoria.

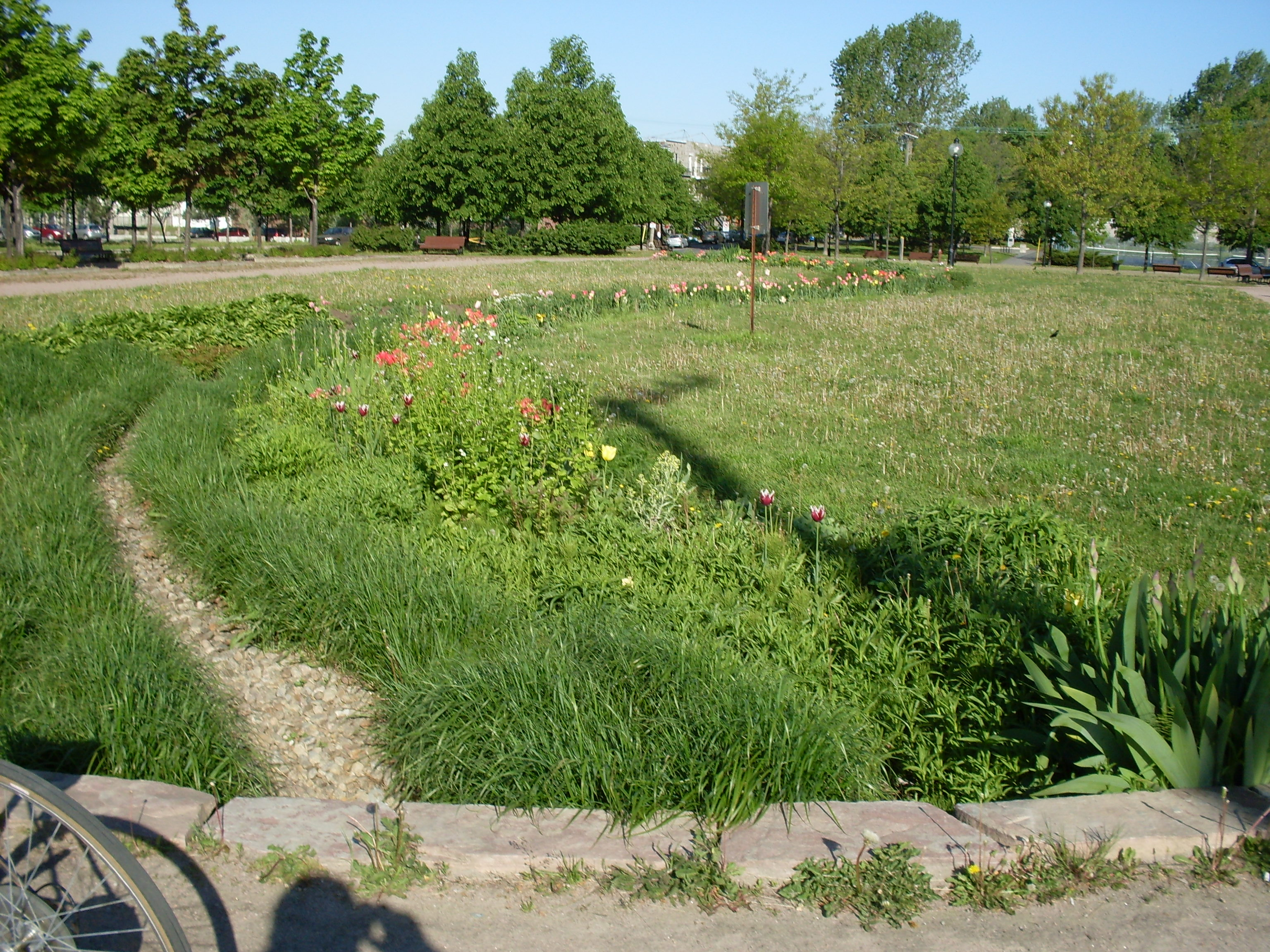
Parque Gédéon-de-Catalogne
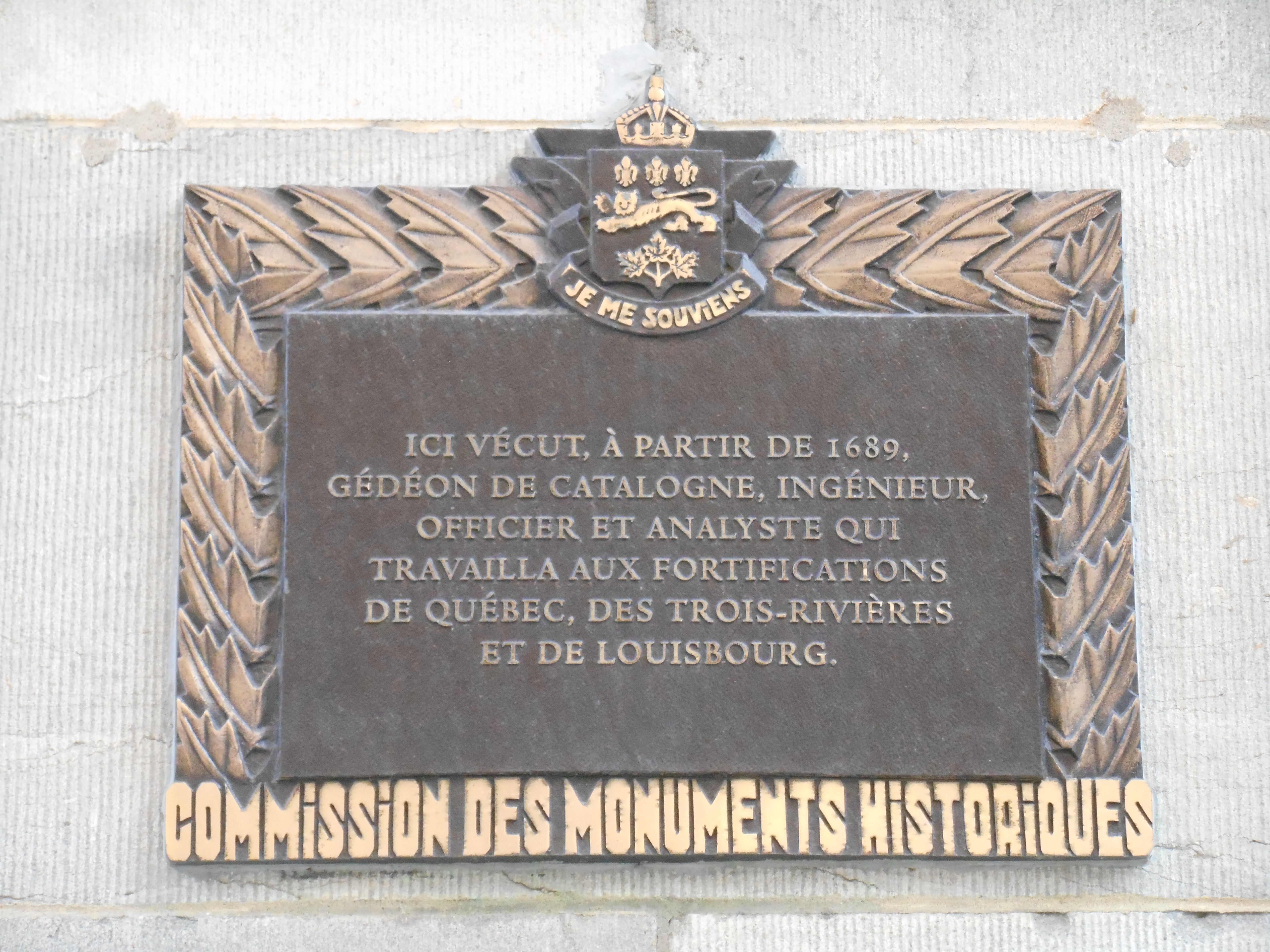
Placa, rue Saint-Vincent